# فانس ويلسون
فانس ويلسون (بالإنجليزية: Vance Wilson)‏ هو لاعب كرة قاعدة أمريكي، ولد في 17 مارس 1973 في ميسا في الولايات المتحدة.

## وصلات خارجية
- فانس ويلسون على موقع دوري كرة القاعدة الرئيسي (الإنجليزية)
- فانس ويلسون على موقعبيزبول رفرنس.كوم (الدوري الرئيسي) (الإنجليزية)
- فانس ويلسون على موقعبيزبول رفرنس.كوم (الدوري الثانوي) (الإنجليزية)